# Lauren Esposito (atriz)
Lauren Esposito (12 de setembro de 1997, Adelaide, Austrália) é uma atriz Australiana. Fez sua estreia no cinema recentemente no filme de terror The Conjuring 2 em 2016.

## Carreira
Em Setembro de 2015, Esposito foi escalada para fazer parte do filme de terror The Conjuring 2 dirigido por James Wan. O filme foi lançado no dia 9 de junho de 2016 no Brasil, e no dia seguinte nos Estados Unidos e Portugal.

## Filmografia

### Filmes
| Ano  | Título          | Papel            | Notas |
| ---- | --------------- | ---------------- | ----- |
| 2016 | The Conjuring 2 | Margaret Hodgson |       |
| 2016 | Love Child      | Cynthia          |       |